# Witchfynde
Witchfynde is een Britse NWoBHM-band. Deze werd opgericht in Mansfield (Nottinghamshire) in 1976 en speelt heavy metal met occulte teksten in de traditie van Black Sabbath en Black Widow.

## Bezetting
Oprichters
- Steve Bridges (zang, tot 1981)
- Montalo (gitaar)
- Gra Scoresby (drums)
- Andro Coulton (basgitaar, tot 1980)

Huidige bezetting
- Harry Harrison (zang, sinds 1999)
- Pete Surgey (basgitaar)
- Montalo (gitaar)
- Gra Scoresby (drums)

Voormalige leden
- Luther Beltz (zang, 1981–1984)
- Edd Wolfe (basgitaar, 1984)

## Geschiedenis
In 1979 kreeg Witchfynde een contract bij het platenlabel Rondelet Records, dat in die tijd vooral een punklabel was. Daar verscheen de eerste single Give 'Em Hell / Gettin' Heavy. In 1980 werd de lp Give 'Em Hell uitgebracht. Met het nummer Unto the Ages of the Ages bevat het een episch nummer van negen minuten. De rest van het album bevindt zich in het snellere bereik. Na het uitbrengen van het album ging Witchfynde op tournee. Ze speelde in het voorprogramma van Def Leppard. In hetzelfde jaar bracht het tweede album Stagefright uit, waarop Pete 'Thud' Surgey voor het eerst bas speelde. Vergeleken met het debuut had de muziek wat hardheid verloren. De single In the Stars / Wake Up Screaming kwam uit dit album. In 1981 verscheen Witchfynde op de beroemde Friday Rock Show van de BBC. Het nummer Belfast werd uitgebracht op de compilatie van deze show. Luther Beltz werd hier voor het eerst gehoord. De band kreeg niet veel steun van Rondelet Records, met name de dure liveshows konden niet door de kleine platenmaatschappij worden gefinancierd. Het kostte de band twee jaar om het contract te verbreken. Gedurende deze tijd was het stil rond Witchfynde.
In 1983 kwam het album Cloak and Dagger uit, dat muzikaal weer harder klonk. De band was overgestapt naar de nog jonge platenmaatschappij Expulsion Ltd. Het album werd in Europa gedistribueerd via Roadrunner Records. I'd Rather Go Wild werd uitgebracht als single. Het nummer verscheen ook op de compilatie Metal Battle, uitgebracht door het legendarische platenlabel Neat Records. Witchfynde had ook geen geluk met Expulsion. Het contract werd in 1984 beëindigd. Het Belgische label Mausoleum Records bracht kort daarna het laatste album Lords of Sin uit. De eerste 10.000 exemplaren zijn uitgebracht met de live 12" Anthems. De geplande platencover kon niet worden gerealiseerd. De band wilde de foto's maken in de London Dungeon. Zanger Luther Beltz zou poseren met naakte mannen en vrouwen. Toen de bevoegde autoriteit erachter kwam, werden de foto's geannuleerd. Kort na het uitbrengen van het album en de bijbehorende single Conspiracy ging de band uit elkaar. Lars Ulrich publiceerde later het nummer Leaving Nadir op de door hem samengestelde sampler N.W.O.B.H.M. 79 Revisited. Cd-versies van de albums Give 'em Hell en Stagefright werden uitgebracht in 1992. Lords of Sin werd uitgebracht in 1994. In 1996 werd een best-of album uitgebracht.
In 1999 kwam de band weer samen met de bezetting Montalo (gitaar), Gra Scoresby (drums) en Pete Surgey (bas). Harry Harrison werd lid van de band als nieuwe zanger. In 2001 brachten ze hun re-nationale album The Witching Hour uit. Het album bevatte ook oude nummers, opgenomen met de nieuwe bezetting. De band speelde in 2004 op het Zweedse Motala Metal Festival VIII en het Duitse festival Keep It True. De tweede zanger Luther Beltz bracht in 2001 het album The Awakening uit onder dezelfde bandnaam met een andere spelling (Wytchfynde).

## Discografie

### Singles
- 1979: Give 'Em Hell / Gettin' Heavy (Rondelet Records)
- 1980: In the Stars / Wake Up Screaming (Rondelet Music & Records)
- 1983: I'd Rather Go Wild / Cry Wolf (Expulsion Ltd.)
- 1984: Conspiracy / Scarlet Lady (Mausoleum Records)

### Albums
- 1980: Give 'Em Hell (Rondelet Records)
- 1980: Stagefright]' (Rondelet Music & Records)
- 1983: Cloak and Dagger (Expulsion Ltd.)
- 1984: Lords of Sin (Mausoleum Records)
- 2001: The Witching Hour (Neat Records)
- 2008: Play It to Death (Neat Records)

### Verder
- 1984: Anthems (Bonus-12″ bij Lords of Sin; Mausoleum Records)
- 1996: The Best of Witchfynde (British Steel)